# نورودوم سوراماريت
نورودوم سوراماريت (بالخميرية:នរោត្ដម សុរាម្រិត)، من مواليد 6 مارس 1896م، وتوفي بتاريخ 3 أبريل 1960م، حكم ملكاً لكمبوديا من بداية حكمه بتاريخ 3 مارس 1955 إلى 3 أبريل 1960م.

## روابط خارجية
- نورودوم سوراماريت على موقع مونزينجر (الألمانية)
- نورودوم سوراماريت على موقع ميوزك برينز (الإنجليزية)